# Гасенко, Григорий Степанович
Григо́рий Степа́нович Гасе́нко (1 февраля 1910 — 9 мая 1985) — русский советский писатель-натуралист, член Союза писателей СССР.

## Биография
Родился 1 февраля 1910 года в городе Азове. Трудовую биографию начал грузчиком, затем был кочегаром, землекопом, арматурщиком. Затем окончил Одесский учебный комбинат, получив там специальность нормировщика. Вернувшись в родной город, работал по специальности на мельнице, затем на рыбном заводе.
Ещё до войны Гасенко начал писать стихи и рассказы о природе и людях Приазовья.
С началом Великой Отечественной войны Гасенко призывают в РККА и направляют в инженерные войска. Будучи сапёром, затем минёром, будущий писатель принимает участие в Сталинградской битве, боях на Дону, в Крыму. Награждается боевыми медалями.
После того, как окончилась Великая Отечественная война, Гасенко продолжает службу в Советской армии, и демобилизуется лишь в 1949 году.
Возвратившись в родной Азов, устраивается на судостроительную верфь, работает там плановиком, затем заместителем начальника цеха. Не раз выходит в Азовское море с рыбаками, что даёт ему материал для будущих произведений.
В 1954 году Гасенко принимают в ряды КПСС.
К 50-м годам относится начало активной писательской деятельности Гасенко. В 1955 году журнал «Дон» публикует его очерк о рыбаках «На взморье», а затем «Золотое дно». Затем в коллективном сборнике Ростовского книжного издательства появляется первый опубликованный рассказ Гасенко «Не по пути». В 1959 году отдельным изданием выходит сборник рассказов для детей о природе «Дед Матвей и Вовка».
Затем обращается к жанру повести. В Ростиздате и журнале «Дон» публикуются такие из них, как «В путь-дорогу дальнюю» (1967), «Живи у нас» (1978), «В туманной дымке», «В буран», «Ильин остров», «Грачиные всполохи», «Шумят топольки», «Журавлиный луг» (1982).
Основная тема произведений Гасенко — любовь к родной земле, защита родной природы, сохранение рыбы и охотничьих зверей.
Пишет также остропроблемные очерки и статьи на экологическую тему. Эта деятельность Гасенко была поддержана такими донскими писателями, как Антон Геращенко, Алексей Коркищенко, Анатолий Гриценко, Владимир Моложавенко.
В 1975 году Гасенко был принят в Союз писателей СССР.
Писатель-фронтовик Григорий Гасенко умер в Азове 9 мая 1985 года, в День Победы, на 76-м году жизни.

## Награды
- орден Отечественной войны II степени (1985[4])
- медали

## Память
- В 2010 году в БИЦ им. Н. Островского состоялось заседание литературного клуба «Собеседник» «Литературные портреты», которое было посвящено в том числе и 100-летию со дня рождения Григория Степановича Гасенко[5].